# Camponotus latrunculus
Camponotus latrunculus är en myrart som först beskrevs av Wheeler 1915.  Camponotus latrunculus ingår i släktet hästmyror, och familjen myror.

## Underarter
Arten delas in i följande underarter:
- C. l. latrunculus
- C. l. victoriensis